# Jebel Kissane
Jebel Kissane är ett berg i Marocko.   Det ligger i regionen Drâa-Tafilalet, i den östra delen av landet, 400 km söder om huvudstaden Rabat. 